# Zlatna arena za najbolji film u manjinskoj koprodukciji
2010. godine uspostavljen je program manjinskih koprodukcija na Pula Film Festivalu. Od iste godine postoji mogućnost dodjeljuje nagrade Zlatna arena za najbolji film u manjinskoj koprodukciji. 2013. godine započinje dodjela nagrade u ovoj kategoriji. 
| Godina | Originalni naslov(i)     | Redatelj(i)       |
| ------ | ------------------------ | ----------------- |
| 2013.  | Krugovi                  | Srđan Golubović   |
| 2014.  | nagrada nije dodijeljena |                   |
| 2015.  | Ničije dijete            | Vuk Ršumović      |
| 2016.  | Dobra žena               | Mirjana Karanović |
| 2017.  | Sieranevada              | Cristi Puiu       |
| 2019.  | Rafaël                   | Ben Sombogaart    |
| 2020.  | Agina kuća               | Lendita Zeqiraj   |
| 2022.  | Dani suše                | Emin Alper        |